# Japońskie Siły Samoobrony
Japońskie Siły Samoobrony (jap. 自衛隊 Jieitai) – siły zbrojne Japonii utworzone 1 lipca 1954 roku po zakończeniu amerykańskiej okupacji kraju po II wojnie światowej. W 2017 roku siły zbrojne znalazły się na piątym miejscu w rankingu najpotężniejszych wojsk świata prowadzonym przez Global Firepower.
Doświadczenia wojny światowej, do udziału w której popchnęła kraj polityka nacjonalizmu i militaryzmu, doprowadziły do uchwalenia pacyfistycznej konstytucji, której artykuł 9 zakazuje użycia siły jako sposobu rozwiązywania sporów międzynarodowych, jak również posiadania armii, floty i lotnictwa wojskowego. Interpretacja artykułu wywoływała i w dalszym ciągu wywołuje zaciekłe polityczne debaty.

## Historia
Zakończenie chińskiej wojny domowej w 1949 roku i ustanowienie Chińskiej Republiki Ludowej doprowadziło do zmiany sytuacji politycznej i militarnej w basenie Pacyfiku. Wybuch wojny koreańskiej w 1950 roku i skierowanie na front jednostek amerykańskich stacjonujących w Japonii, czyniło ten kraj bezbronnym. Douglas MacArthur podjął decyzję o utworzeniu 75-tysięcznej Narodowej Rezerwy Policji, powiększonej i przekształconej w 1952 roku w Siły Bezpieczeństwa Narodowego, a w 1954 roku – w Japońskie Siły Samoobrony (JSS).
Rozwój sytuacji międzynarodowej i kolejne zmiany polityczne w kraju wpływały na postrzeganie roli i zadań JSS. Rozbudowa sił zbrojnych ZSRR na Dalekim Wschodzie, w tym na terenach, do których pretensje rości Japonia (południowe Kuryle) oraz radziecka inwazja na Afganistan (1979), doprowadziły w latach 80. XX wieku do modernizacji i rozbudowy sił zbrojnych Japonii, zwłaszcza w dziedzinie obrony przeciwlotniczej i przeciwpodwodnej.
Wzrost znaczenia militarnego Chin, agresywna postawa Korei Północnej, w tym rozwój jej programu rakiet dalekiego zasięgu, zagrożenie terroryzmem itd. wywołują polityczną dyskusję na temat przyszłości Japońskich Sił Samoobrony.
W latach 2004–2006 w Iraku działała Japońska Grupa Odbudowy i Wsparcia licząca 600 żołnierzy. Była to pierwsza operacja wojskowa poza granicami kraju od zakończenia II wojny światowej (z wyjątkiem misji pod auspicjami ONZ).

## Struktura i wyposażenie
W sensie prawnym Japońskie Siły Samoobrony nie są jednostkami wojskowymi, co wymusza specyficzny ich charakter. Wszyscy w nich służący formalnie są cywilami, sprawy prawne rozstrzyga zwyczajny sąd cywilny itd., konsekwentnie nie używa się militarnej nomenklatury. Brak na wyposażeniu broni stricte ofensywnych i dalekiego zasięgu: pocisków balistycznych, jednostek piechoty morskiej oraz amfibijnych itd. choć są od tego wyjątki. W 1999 roku na wyposażeniu JSS pojawiły się okręty desantowe typu Osumi zdolne do przerzutu wojska i broni pancernej i wyposażone w ciągły pokład lotniczy. 7 kwietnia 2018 sformowano pierwszą brygadę piechoty morskiej od czasów drugiej wojny światowej.
Pod względem wyposażenia i wyszkolenia Japońskie Siły Samoobrony nie ustępują czołowym armiom świata. Budżet na „samoobronę” – w granicach 50 mld dolarów rocznie, jest ósmym pod względem wysokości w skali globu. Silnie rozwinięta jest współpraca militarna ze Stanami Zjednoczonymi.
W skład JSS wchodzą:
- Lądowe Siły Samoobrony
- Morskie Siły Samoobrony
- Powietrzne Siły Samoobrony.